# Saturnino Bilbao
Saturnino Bilbao (La Paz, 6 de enero de 1904-desconocido) fue un abogado y político argentino del Partido Demócrata Nacional, que se desempeñó como diputado nacional por la provincia de Entre Ríos entre 1963 y 1966. Fue candidato a gobernador de su provincia en 1950 y 1962.

## Biografía
Nació en La Paz (Entre Ríos) en 1904 y se recibió de abogado en la Universidad Nacional del Litoral. Fue accionista del Banco Entre Ríos, presidente de la Sociedad Rural local e integró otras instituciones en su ciudad natal, incluyendo el colegio de abogados. Fue también asesor letrado del gobierno provincial de Entre Ríos.
Miembro del Partido Demócrata Nacional (PDN), se desempeñó como senador provincial e intendente de La Paz. En las elecciones provinciales de 1950 se postuló a gobernador de la provincia de Entre Ríos, acompañado en la fórmula por Alfredo Sinclair. Quedaron en tercer lugar con el 6,67 % de los votos. Volvió a postularse a gobernador en las elecciones provinciales de 1962 por el Partido Demócrata Unido (PDU), acompañado por Héctor Saffores. La fórmula quedó en quinto lugar con el 7,22 % de los votos.
En las elecciones legislativas de 1963, fue elegido diputado nacional por Entre Ríos, por el PDU. Su mandato se extendía hasta 1967 pero fue interrumpido por el golpe de Estado de 1966. Integró el bloque de la Federación Nacional de Partidos de Centro, junto con otros diputados de partidos conservadores provinciales, y fue secretario de la comisión de Legislación Penal y vocal de la comisión de Presupuesto y Hacienda.